# Bikkuriman
Bikkuriman (ビックリマン?) es una serie de animación japonesa originalmente producida por la Toei Animation emitida originalmente entre octubre de 1987 a abril de 1989 más adelante se crearon secuelas como Shin Bikkuriman, Super Bikkuriman, Bikkuriman 2000 y Happy Lucky Bikkuriman.

## Orígenes
Super Bikkuriman surgió como unas galletas y chocolates comercializados en Japón, los cuales contenían unas pequeñas pegatinas coleccionables que representaban un juego en el que aparecían demonios, ángeles y guardianes.
Debido al éxito que obtuvieron en Japón, más tarde se realizaron series de manga, animes y juegos para la consola PC Engine.

## Argumento
El argumento nos sitúa en un universo dividido en tres esferas: la esfera del bien, hogar de los ángeles, la esfera del mal, hogar de los demonios, y por último, la esfera terrestre donde residen los humanos, y donde se librará una cruel guerra entre ángeles y demonios.
Fenix es un joven angel, que vive felizmente, ajeno a la realidad hasta que Terra Sapiens, la capital de la esfera terrestre, fue invadida. Es entonces cuando se le revela que es heredero de los poderes de Androco, legendario héroe que selló al rey de los demonios. Al morir a manos de los demonios los monjes que estaban cuidando de él, Fenix jura venganza, y descubre el peligro de que el rey de los demonios resucite. Para ello deberá encontrar ocho fragmentos de una antigua litografía que evitará que ello ocurra. El joven ángel se embarcará en una aventura junto con unos jóvenes que deciden unirse a su lucha: Asuka, Boro y Visnu (este último, poseedor de poderes divinos). Fenix desde entonces se verá obligado a enfrentarse a un sinfín de demonios.

## Licencias

### Hispanoamérica
La primera serie de anime llega al continente gracias a la distribuidora  Cloverway y doblada en México por Intertrack y emitida en Chile por etc...TV y Chilevisión.

### España
En España la secuela "Super Bikkuriman" fue licenciada por Arait Multimedia y fue doblada en Madrid. La serie fue emitida por Antena 3 y fue bautizada como "Superfenix". El periodo de emisión comprende desde finales de agosto de 1994 hasta mediados del año siguiente. Años después, dicha serie volvió a ser emitida por Canal 33 Madrid, y en el año 2001, por Localia, una red de televisiones locales hoy extinta, así como por Canal 53 en Madrid.